# Tournon-Saint-Pierre
Tournon-Saint-Pierre är en kommun i departementet Indre-et-Loire i regionen Centre-Val de Loire i de centrala delarna av Frankrike. Kommunen ligger i kantonen Preuilly-sur-Claise som tillhör arrondissementet Loches. År 2022 hade Tournon-Saint-Pierre 437 invånare.

## Befolkningsutveckling
Antalet invånare i kommunen Tournon-Saint-Pierre
Referens:INSEE